# Флотаційна машина «Гумбольдт»

Аератор флотомашини фірми «Гумбольдт».
1 — центральна труба; 2 — статорна плита; 3 — отвори; 4 — ребра статора; 5 — імпелер.

Флотаційна машина фірми «Гумбольдт» (Німеччина) — механічна флотаційна машина.

## Конструкція і функціонування
Флотаційна машина фірми «Гумбольдт» конструктивно мало відрізняється від машини «Мінемет». Основні відмінності полягають у конструкції блоку імпелера (рис.). Імпелер 5 являє собою похилий диск, на якому розташовані лопатки. Над імпелером поміщена статорна плита 2, на зовнішньому краї якої є короткі радіальні ребра 4 (статор), а між ребрами розташовані отвори 3. При обертанні імпелера 5 створюється різка зміна тиску і розрідження, внаслідок чого досягається інтенсивне перемішування й аерація пульпи.
Флотаційні машини фірми «Гумбольдт» застосовуються для флотації калійних солей, залізних руд і кам’яного вугілля.